# Dombeya blattiolens
Dombeya blattiolens là một loài thực vật có hoa trong họ Cẩm quỳ. Loài này được Frapp. ex Cordem. mô tả khoa học đầu tiên năm 1895.